# Josip Vrhovec
Josip Vrhovec (ur. 9 lutego 1926 w Zagrzebiu, zm. 15 lutego 2006 tamże) – chorwacki i jugosłowiański polityk i dziennikarz.

## Życiorys
W trakcie II wojny światowej był członkiem antyfaszystowskiego ruchu oporu. Po wojnie ukończył studia na Wydziale Ekonomicznym Uniwersytetu w Zagrzebiu.
Jako dziennikarz był redaktorem naczelnym pism Vjesnik u sredudje i Vjesnik. Sprawował dla nich funkcję korespondenta zagranicznego w Wielkiej Brytanii i Stanach Zjednoczonych.
W latach 1972–1974 należał do Komitetu Centralnego Związku Komunistów Chorwacji, a w latach 1974–1978 był członkiem Prezydium Komitetu Centralnego Związku Komunistów Jugosławii. W latach 1978–1982 był ministrem spraw zagranicznych Socjalistycznej Federacyjnej Republiki Jugosławii. W latach 1984–1989 był chorwackim członkiem Prezydium SFR Jugosławii. Pod koniec lat 80. sprzeciwiał się polityce zmierzającej do urzeczywistnienia idei „Wielkiej Serbii”.